# Largillay-Marsonnay
Largillay-Marsonnay ist eine französische Gemeinde im Département Jura in der Region Bourgogne-Franche-Comté.

## Geographie
Largillay-Marsonnay liegt auf 470 m, etwa 16 Kilometer südöstlich der Stadt Lons-le-Saunier (Luftlinie). Das Bauerndorf erstreckt sich im Jura, auf einem Plateau zwischen dem Taleinschnitt des Lac de Vouglans im Osten und der bewaldeten Kette des Bois de Provenchère im Westen.
Die Fläche des 6,98 km² großen Gemeindegebiets umfasst einen Abschnitt des französischen Juras. Die östliche Grenze bildet der Lac de Vouglans, der 1969 aufgestaut wurde und das tief eingeschnittene, gewundene Tal des Ain überflutete. Er stellt heute ein beliebtes Erholungsgebiet dar und ist im Bereich von Largillay-Marsonnay rund 500 m breit. Auf seiner Westseite wird der See von einem 50 bis 100 m hohen Steilhang flankiert, der zum angrenzenden Plateau (durchschnittlich auf 480 m) überleitet. Das Plateau wird durch den Ruisseau des Bourbouillons entwässert, der bei Pont-de-Poitte in den Ain mündet. Im Süden wird das Plateau vom Hügel von Marsonnay (652 m) abgegrenzt. Nach Westen erstreckt sich das Gemeindeareal auf den Kamm des Bois de Provenchère, auf dem mit 680 m die höchste Erhebung von Largillay-Marsonnay erreicht wird.
Die Doppelgemeinde besteht aus den Dörfern Largillay (470 m) am Rand des Plateaus über dem Lac de Vouglans und Marsonnay (500 m) am Ostfuß des Bois de Provenchère und einigen Einzelhöfen. Nachbargemeinden von Largillay-Marsonnay sind Mesnois und Pont-de-Poitte im Norden, Barésia-sur-l’Ain im Osten, La Tour-du-Meix im Süden sowie Plaisia, Mérona und Marnézia im Westen.

## Geschichte
Erstmals urkundlich erwähnt wird der Ortsteil Largillay im 12. Jahrhundert unter dem Namen Loverciacum. Seit dem Mittelalter gehörten Largillay und Marsonnay zur Herrschaft Costarel, die im 13. Jahrhundert erwähnt ist. Die mittelalterliche Burg wurde 1479 auf Befehl des Königs Ludwig XI. zerstört. Zusammen mit der Franche-Comté gelangten beide Dörfer mit dem Frieden von Nimwegen 1678 an Frankreich. Die heutige Doppelgemeinde existierte schon zur Zeit der Französischen Revolution.

## Sehenswürdigkeiten
Von der einstigen Burg Costarel aus dem 13. Jahrhundert sind die Ruinen erhalten. Nur noch wenige Überreste weisen auf die Existenz des Château-Belin hin. In Marsonnay befindet sich ein Herrschaftssitz.

## Bevölkerung
| Jahr                       | 1962 | 1968 | 1975 | 1982 | 1990 | 1999 | 2007 | 2019 |
| Einwohner                  | 116  | 146  | 140  | 129  | 121  | 134  | 178  | 143  |
| Quellen: Cassini und INSEE |      |      |      |      |      |      |      |      |

Mit 131 Einwohnern (Stand 1. Januar 2022) gehört Largillay-Marsonnay zu den kleinen Gemeinden des Départements Jura. Während des ganzen 20. Jahrhunderts wurden nur geringe Schwankungen der Einwohnerzahl verzeichnet (1901 wurden 141 Personen gezählt).

## Wirtschaft und Infrastruktur
Largillay-Marsonnay war bis weit ins 20. Jahrhundert hinein ein vorwiegend durch die Landwirtschaft geprägtes Dorf. Daneben gibt es heute einige Betriebe des lokalen Kleingewerbes. Mittlerweile hat sich das Dorf auch zu einer Wohngemeinde gewandelt. Viele Erwerbstätige sind Wegpendler, die in den größeren Ortschaften der Umgebung ihrer Arbeit nachgehen.
Die Ortschaft liegt abseits der größeren Durchgangsstraßen an einer Departementsstraße, die von Orgelet nach Pont-de-Poitte führt.